# Nhà thờ chính tòa Thánh Isaac

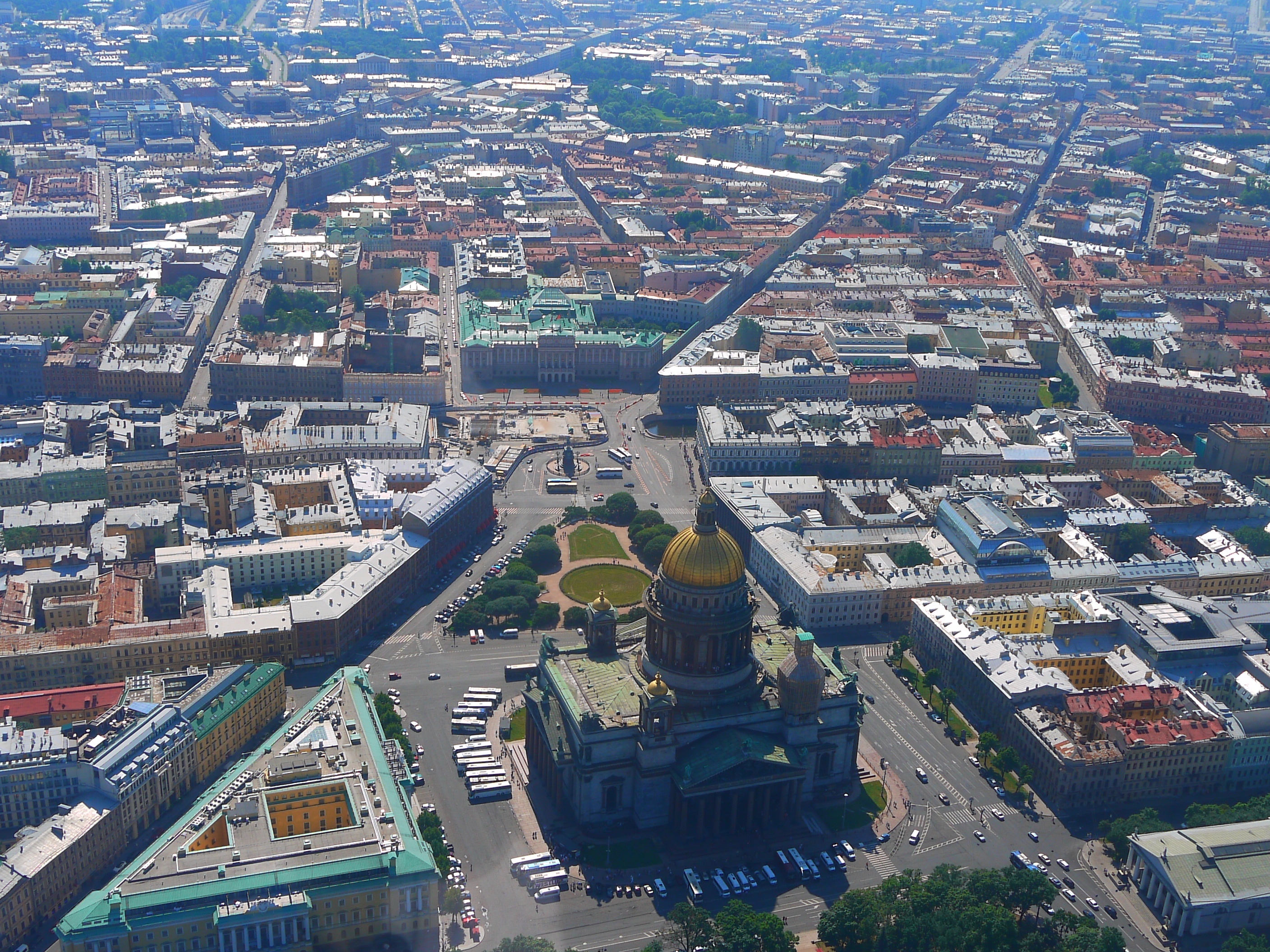
Vị trí nhà thờ

Nhà thờ chính tòa Thánh Isaac hoặc Isaakievskiy Sobor (tiếng Nga: Исаа́киевский Собо́р) ở Sankt-Peterburg, Nga là nhà thờ chính tòa Chính thống giáo Nga (Sobor, trụ sở của giám mục giáo phận) lớn nhất trong thành phố. Tòa nhà được tạo dựng để cung hiến cho Thánh Isaac của Dalmatia, vị thánh bổn mạng của Peter Đại đế, người đã được sinh ra vào ngày lễ thánh đó.
Nhà thờ này là một sự kết hợp giữa phong cách Kiến trúc Tân Cổ điển muộn với phong cách Kiến trúc Byzantine của nhà thờ Hy Lạp, và còn là một bảo tàng viện về lịch sử và tôn giáo. Nhà thờ xây dựng trong khoảng 40 năm và có chiều dài 111 mét, rộng 97 mét và cao 101,50 mét. Đường kính của mái vòm mạ vàng chính là 26 mét. Không gian nội thất rộng 10.767 mét vuông của nhà thờ có sức chứa 14.000 người.
Đây cũng từng được cho là nhà thờ Chính Thống giáo lớn nhất (nhưng cũng có thông tin là nhà thờ chính tòa Chúa Ba Ngôi tại Tbilisi hay là Nhà thờ chính tòa Chúa Kitô Đấng Cứu Độ, Moskva mới là lớn nhất) và từng là nhà thờ lớn thứ tư trong tất cả nhà thờ chính tòa trên thế giới.

## Lịch sử
Nhà thờ trên quảng trường St Isaac được xây dựng theo lệnh của Sa hoàng Alexander I, để thay thế cho một công trình của kiến trúc sư Ý Antonio Rinaldi trước đó, và là nhà thờ thứ 4 liên tiếp đứng ở vị trí này. Nhà thờ đầu tiên tại vị trí này được xây dựng năm 1710 nhưng bị cháy, nhà thờ thứ 2 khởi công năm 1717 dưới thời Peter Đại đế, nhưng hoàn thành vào năm 1727 khi sa hoàng này đã qua đời.
Một ủy ban đặc biệt được chỉ định kiểm tra một vài thiết kế, trong đó có dự án của kiến trúc sư người Pháp Auguste de Montferrand (1786–1858), người đã từng học tập tại xưởng của nhà thiết kế của Napoleon, Charles Percier. Thiết kế của Montferrand đã bị chỉ trích bởi một số thành viên của ủy ban vì bị cho là đơn điệu và nhàm chán với bốn cổng vào với 8 cột trụ giống nhau. Nó cũng đã bị chê rằng mặc dù kích thước khổng lồ, tòa nhà sẽ nhìn thấy mập lùn và không phải là rất ấn tượng. Các thành viên của ủy ban, trong đó bao gồm các kiến trúc sư nổi tiếng của Nga, cũng đặc biệt quan tâm vì sự cần thiết phải xây dựng một tòa nhà lớn mới trên nền móng không an toàn cũ. Sa hoàng, người ủng hộ phong cách kiểu đế chế của kiến trúc, đã phải can thiệp và giải quyết các tranh chấp và bênh vực Montferrand.

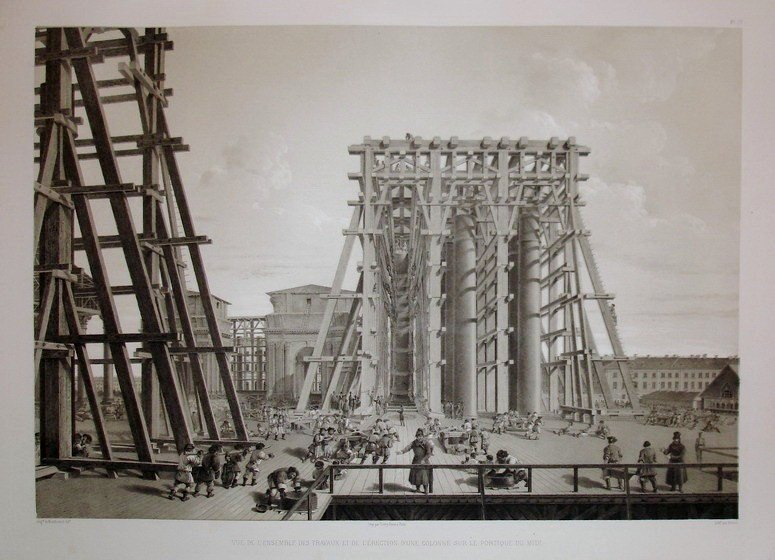
Dựng những hàng cột trong quá trình xây dựng, năm 1845

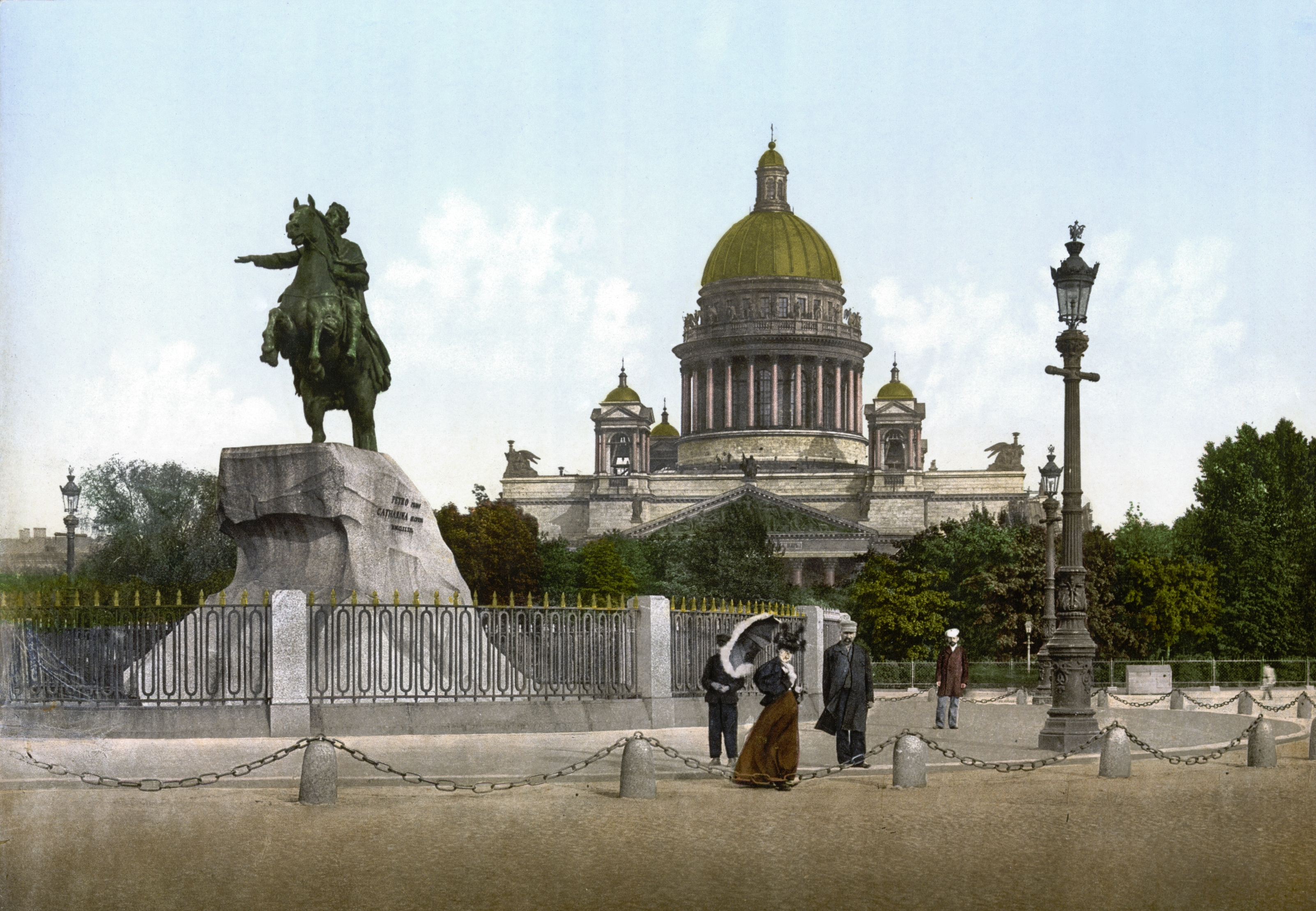
Hình chụp khoảng năm 1890-1900. Trước nhà thờ là bức tượng kỵ sĩ đồng nổi tiếng được xem như biểu tượng của Saint Petersburg

Nhà thờ xây dựng mất 40 năm, theo chỉ đạo của Montferrand, từ năm 1818 đến năm 1858. Để đảm bảo việc xây dựng, nền móng của nhà thờ đã được tăng cường bằng cách đóng 25 000 cọc vào đầm lầy của Saint Petersburg. Phương pháp tiến bộ mới đã được đề xướng để xây dựng các cột khổng lồ của hàng hiên cổng vào. Chi phí xây dựng nhà thờ đã dội lên đáng kinh ngạc đến 1 000 000 rúp vàng.
Sau Cách mạng tháng 10 và dưới chính quyền Xô Viết, tòa nhà đã bị tước khỏi chức năng tôn giáo. Năm 1931, nhà thờ được chuyển thành Bảo tàng Lịch sử Tôn giáo và chủ nghĩa vô thần với ý nghĩa chống tôn giáo, tác phẩm điêu khắc chim bồ câu đã được gỡ bỏ, và thay thế bằng một con lắc Foucault. Ngày 12 Tháng 4 năm 1931, các cuộc biểu diễn công khai đầu tiên của con lắc Foucault đã được tổ chức để hình dung lý thuyết Copernicus. Năm 1937, Bảo tàng được chuyển thành Bảo tàng của nhà thờ, và các bộ sưu tập cũ về lịch sử tôn giáo đã được chuyển giao cho Bảo tàng Lịch sử Tôn giáo (nằm trong Nhà thờ Kazan).
Trong Thế chiến II, những mái vòm đã được sơn lại màu xám để tránh thu hút sự chú ý từ các máy bay địch. Trên đỉnh các mái vòm có đặt một giao điểm với các thành phần hình đa giác lồng vào nhau, với mục đích giúp tìm vị trí của pháo địch.
Với sự sụp đổ của Liên bang Xô Viết, bảo tàng đã được gỡ bỏ vào năm 1990 lần đầu có thánh lễ được tổ chức trở lại. Nhà thờ được tu bổ trong khoảng năm 1994-2003 và hoạt động thờ phượng thường xuyên đã được thực hành lại trong nhà thờ, nhưng chỉ ở bên nhà nguyện bên trái. Chỉ vào ngày lễ, phần chính của nhà thờ mới được sử dụng cho các dịch vụ thờ phụng trên.
Tính đến năm 2012, nhà thờ vẫn còn là một bảo tàng.

## Cấu trúc

### Ngoại thất

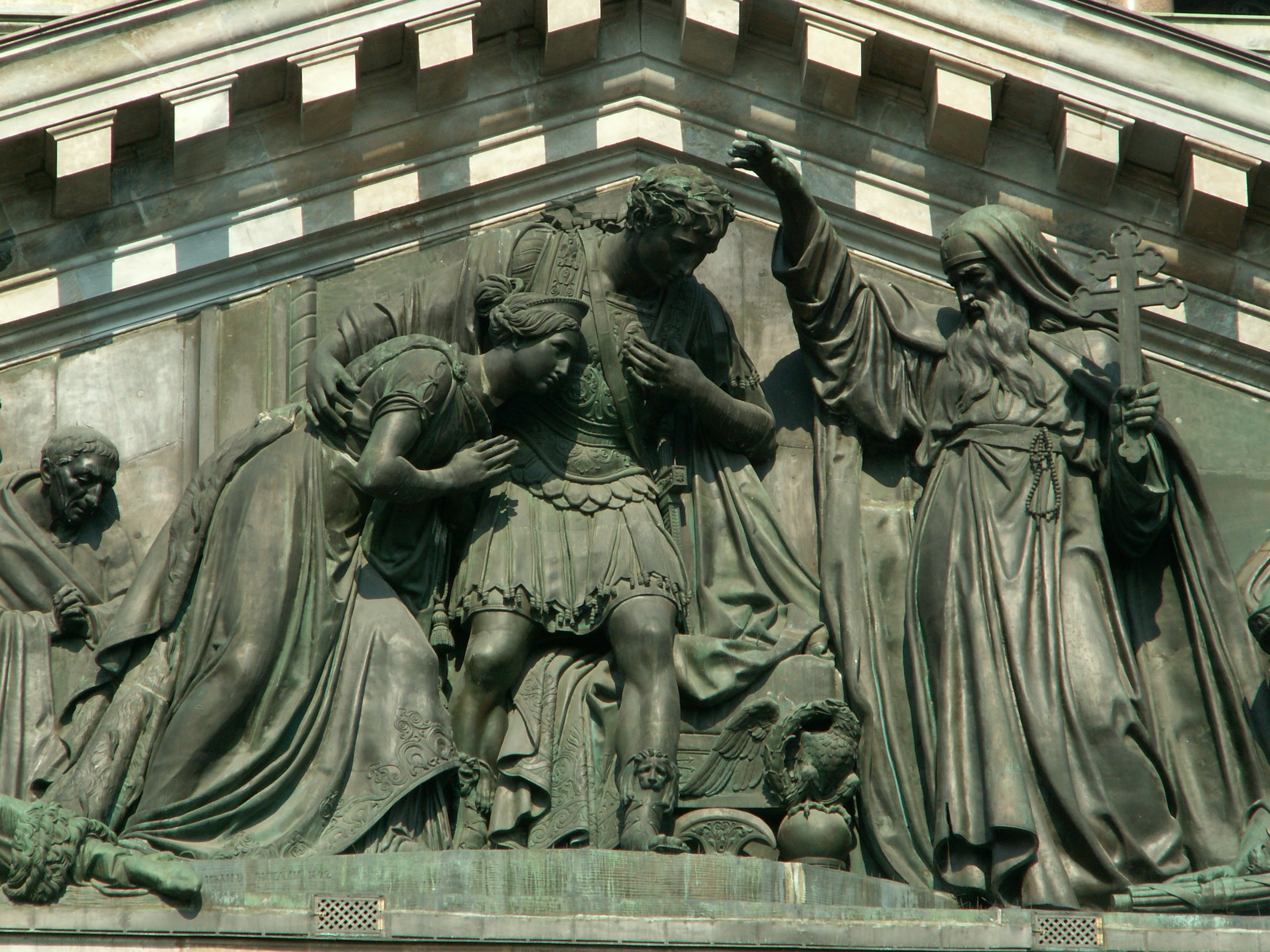
Tranh khắc trên đầu hồi phía Tây

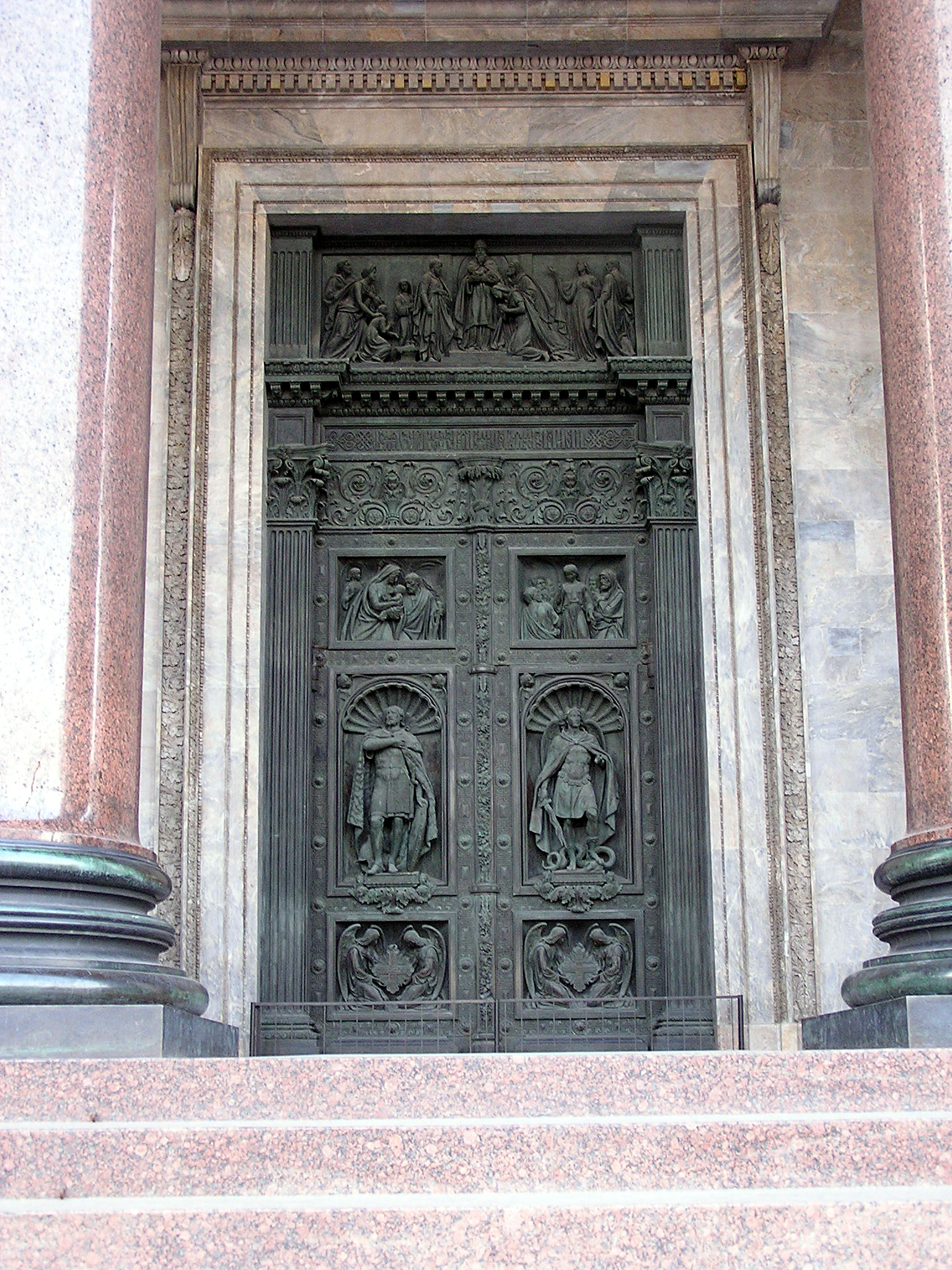
Cửa bằng đồng điếu

Ngoại thất mang phong cách tân cổ điển thể hiện công thức Nga-Byzantine truyền thống theo mô hình một tòa nhà Hy Lạp- với một mái vòm trung tâm lớn và bốn mái vòm nhỏ bao quanh. Nó tương tự như Villa La Rotonda của Andrea Palladio. Các thiết kế của nhà thờ nói chung và các mái vòm đặc biệt sau này ảnh hưởng đến thiết kế của mái vòm Điện Capitol Hoa Kỳ, Wisconsin State Capitol ở Madison, và Nhà thờ Giáo hội Luther tại Helsinki.
Bên ngoài có tổng cộng 112 cột đá granite, mà mỗi cột nặng tới 114 tấn. Đáng chú ý là 4 tranh điêu khắc lớn trên các đầu hồi (phía trên của các cửa đến mái nhà), được tạo ra bởi Ivan Vitali và Francois Lemaire. Phía Nam là "Các nhà thông thái đến mừng Chúa sinh ra" của Ivan Vitali, đông là "Thánh Isaac của Dalmatia báo tin ngày tàn của hoàng đế Valentinianus". Tranh điêu khắc phía Bắc cho thấy "sự phục sinh của Chúa Kitô", phía Tây "Thánh Isaac của Dalmatia ban phước cho Hoàng đế Theodosius I và vợ Flaccilla". Cũng đáng chú ý là 3 cánh cửa bằng đồng điếu lớn, dẫn vào trong sảnh, được thiết kế bởi Lorenzo Ghiberti và phủ bằng những tranh phù điêu của Ivan Vitali, được vẽ theo kiểu cửa nổi tiếng của Battistero di San Giovanni tại Florence.

### Mái vòm

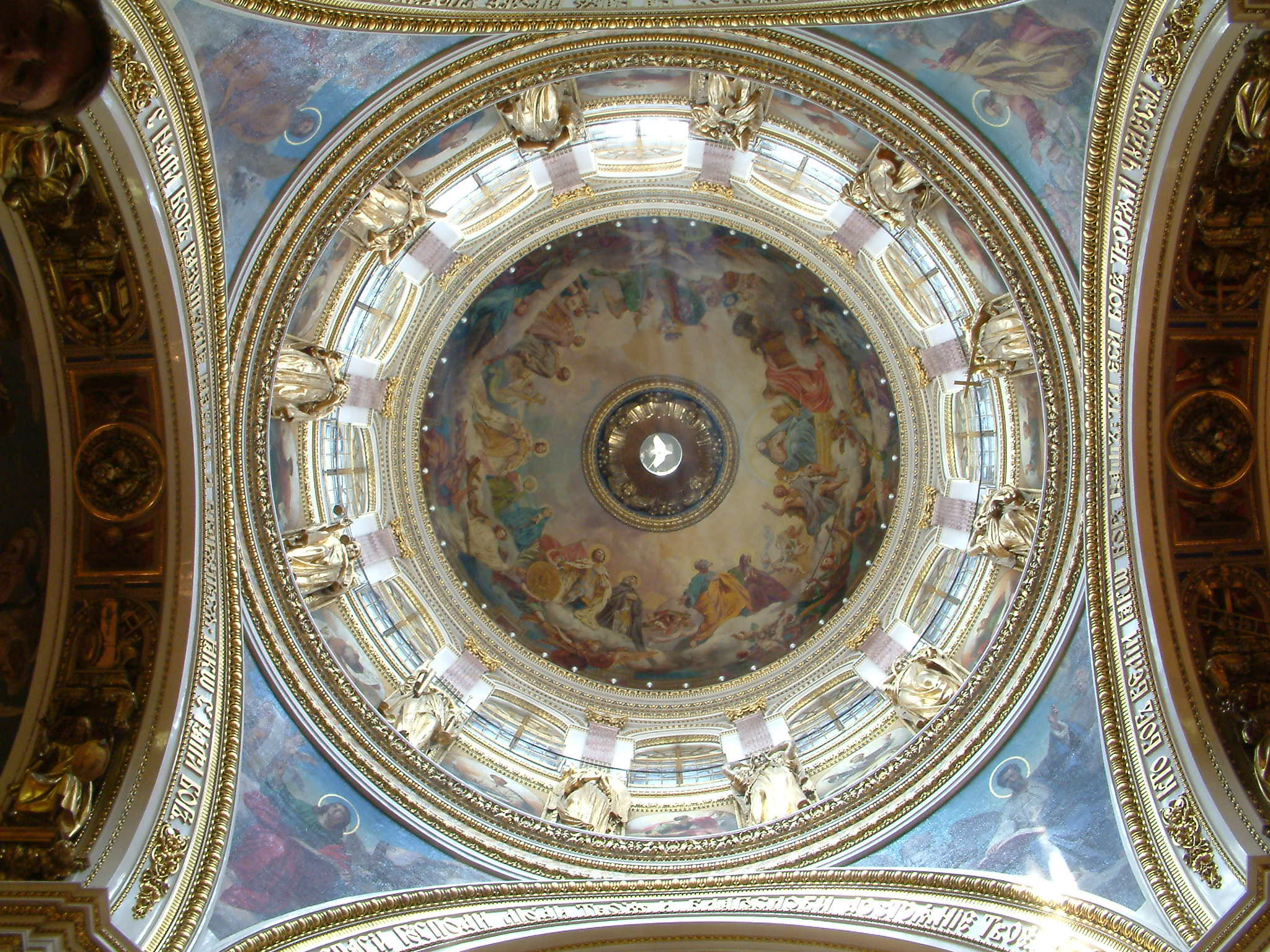
Trần nhà dưới mái vòm

Mái vòm chính của nhà thờ cao 101,5 mét (333 ft) và được mạ vàng nguyên chất. Những mái vòm được trang trí với mười hai pho tượng các thiên thần của Josef Hermann. Thiết kế của mái vòm được dựa trên một cấu trúc hỗ trợ bằng gang. Treo bên dưới đỉnh của mái vòm là một con chim bồ câu trắng chạm khắc tượng trưng cho Chúa Thánh Thần.
Bên trong, trần nhà dưới mái vòm chính được treo bức tranh "Vinh danh Mẹ Thiên chúa" của Karl Briullov, cho thấy Đức Trinh Nữ Maria được bao quanh bởi các thánh, các tông đồ và các thánh sử (tác giả các sách Phúc âm).

### Không gian nội thất

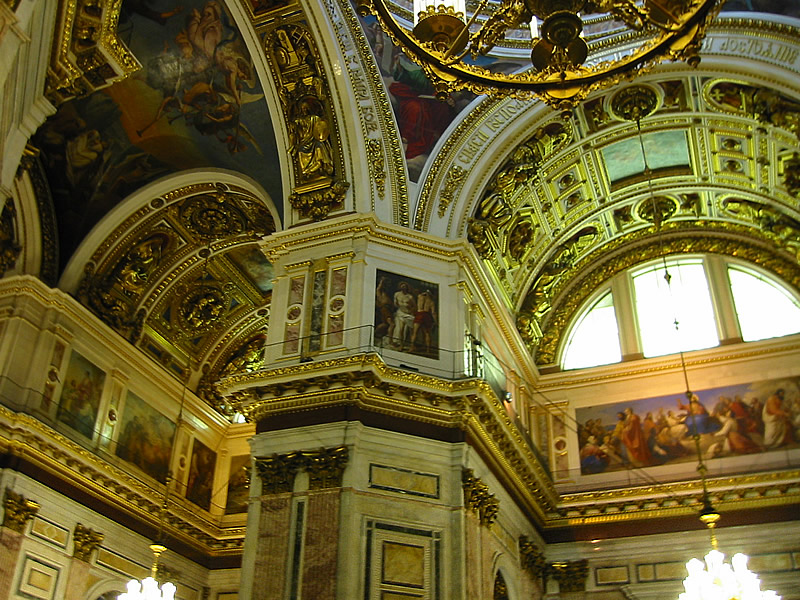

Bên trong nhà thờ có hơn 200 bức tranh phần lớn là khổ lớn, tranh khảm và mười cột lớn bằng đá malachit và hai cột bằng đá lapis lazuli. Các bức tường được trang trí bằng các loại đá cẩm thạch, đá quý, ngọc nhiều màu. Tổng cộng có 43 chất liệu khác nhau đã được sử dụng, vì thế nhà thờ còn được mệnh danh là "Bảo tàng Địa chất Nga". Tất cả các vật liệu được sử dụng trong việc xây dựng nhà thờ cũng được dùng khi tạc tượng đầu người (được tạo ra bởi Antonio Foletti) bên trong nhà thờ.
Tường nhà thờ trang trí bằng các tranh vẽ bởi các danh họa Karl Bryullov (Nga: Карл Павлович Брюллов, 1799-1852), Fyodor Bruni, Peter Bassin, Johann Conrad Dorner, Wassili Schebujew và Nikolai Schebujew. 39 bức tranh khắc trên tường minh họa cho các cảnh trong Kinh Thánh, từ lúc Thiên Chúa tạo hóa đến cảnh bị đóng đinh của Chúa Kitô. 22 đầu hồi hình bán cung trên các cửa sổ minh họa các vị thánh của Nga. Khi những bức tranh bắt đầu xấu đi do điều kiện ẩm ướt lạnh bên trong nhà thờ, Montferrand đặt hàng để tái tạo bức tranh như khảm, theo một kỹ thuật được giới thiệu tại Nga của Mikhail Lomonosov, nhưng công việc này không bao giờ được hoàn thành.
Xem hình 360°